# Wrexham
Wrexham (kymriska: Wrecsam) är en industristad i nordöstra Wales nära den engelska gränsen. Wrexham har 61 603 invånare (2011) och är därmed den största staden i norra Wales.
I Wrexham finns fotbollsklubben Wrexham AFC.

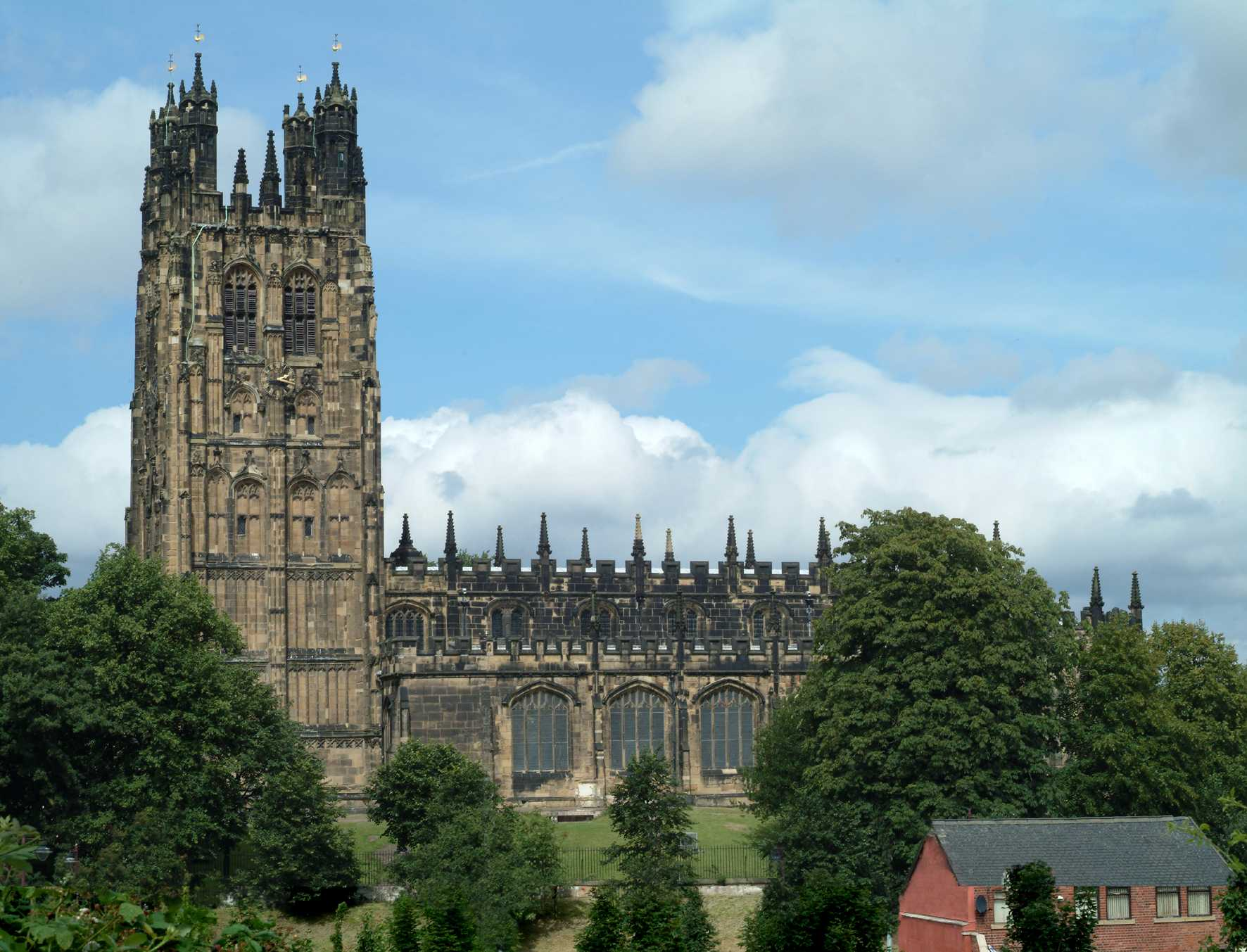
St. Giles kyrka i Wrexham.

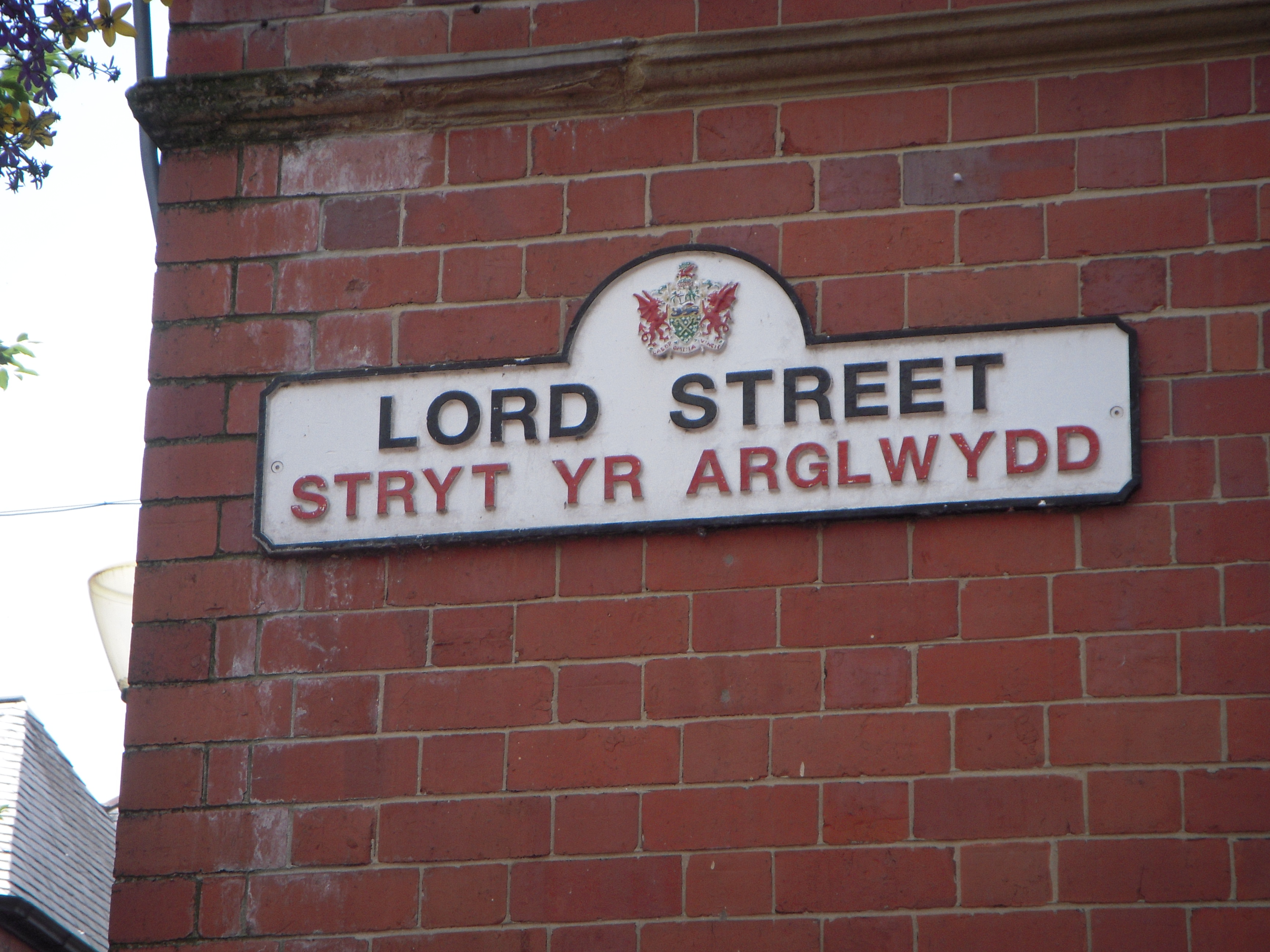
Vägskylt på engelska och kymriska i Wrexham.